# Vinhó
Vinhó é uma localidade portuguesa do Município de Gouveia, na antiga província da Beira Alta, região do Centro e sub-região da Serra da Estrela, que foi sede da extinta Freguesia de Vinhó, freguesia que tinha 578 habitantes (Censos 2011) numa área de 7,86 km² , e, por isso, uma densidade populacional de 73,5 hab./km². 
A Freguesia de Vinhó foi extinta em 2013, no âmbito de uma reforma administrativa nacional, para, em conjunto com a Freguesia de Moimenta da Serra, formar uma nova freguesia denominada União das Freguesias de Moimenta da Serra e Vinhó com a sede em Moimenta da Serra.
Vinhó dista 4 km de Gouveia e 50 km da Guarda, capital do distrito. Pela aldeia passava a Estrada Real que ligava Coimbra à Guarda.
Vem mencionada nas inquirições de 1258, dizendo ser um couto limitado por padrões, coutado por D. Afonso Henriques.
A agricultura e a indústria dos lanifícios deram lugar ao sector dos serviços, que ocupa actualmente a maioria da população ativa.

## População
| Totais | Totais | Totais | Totais | Totais | Totais | Totais | Totais | Totais | Totais | Totais | Totais | Totais | Totais | Totais | Totais |
| ------ | ------ | ------ | ------ | ------ | ------ | ------ | ------ | ------ | ------ | ------ | ------ | ------ | ------ | ------ | ------ |
| Censo  | 1864   | 1878   | 1890   | 1900   | 1911   | 1920   | 1930   | 1940   | 1950   | 1960   | 1970   | 1981   | 1991   | 2001   | 2011   |
| Habit  | 746    | 826    | 839    | 889    | 993    | 837    | 801    | 1 011  | 932    | 907    | 722    | 815    | 753    | 624    | 578    |
| Varº   |        | +11%   | +2%    | +6%    | +12%   | -16%   | -4%    | +26%   | -8%    | -3%    | -20%   | +13%   | -8%    | -17%   | -7%    |

|     | 0-14 anos | 15-24 anos | 25-64 anos | 65 e + anos |
| Hab | 77 \| 77  | 77 \| 55   | 304 \| 266 | 166 \| 180  |
| Var | +0%       | -29%       | -13%       | +8%         |

## Património
- Igreja Matriz de Vinhó - destaque para a capela do Menino Jesus da Tia Baptista [3]
- Capelas de S. João Baptista, S. Pedro, S. Lourenço e do Imaculado Coração de Maria
- Monumentos a Nossa Senhora de Assunção e a Nossa Senhora de Fátima
- Sepulturas medievais[4]
- Fonte de Santa Clara
- Brasão do Solar dos Botto Machado

## Coletividades[5]
- Rancho Folclórico de Vinhó
- Sporting Clube de Vinhó
- Centro Social e Paroquial de Vinhó

## Infraestruturas desportivas
- Campo de futebol do Sporting Clube de Vinhó
- Polidesportivo
- Piscina (aberta no período de verão)
- Percursos pedestres “Rota dos Penedos Mouros” e “Caminhos da Fé”

## Festas e Romarias
- Janeiro: Cantar das Janeiras pelo Rancho Folclórico de Vinhó
- Carnaval: Convívio d'A Banda
- 18 de Maio: Dia da Tia Baptista
- Junho: Festejos do Senhor da Agonia
- Julho: Festival Internacional de Folclore
- 15 de Agosto: Dia de Nossa Senhora de Assunção

## Personagens ilustres
- Conde de Vinhó
- João Saraiva Corte-Real (1913 - 1982) - General da Força Aérea Portuguesa